# Juan Mesina Alatorre
Juan Mesina Alatorre fue un maestro y político mexicano miembro del Partido Revolucionario Institucional. En su vida como maestro, fue director y fundador de los primeros bachilleratos de la Universidad de Colima. Fue diputado local por el PRI en la XLVII Legislatura del Congreso del Estado de Colima. Fue diputado federal por el II Distrito Electoral Federal de Colima en la LIV Legislatura del Congreso de la Unión de México. Fue presidente del Sindicato Único de Trabajadores de la Universidad de Colima de 1980 a 1997, año en que se eligió a Gustavo Ceballos Llerenas.